# Gazole oxygéné
Un gazole oxygéné est un carburant pour moteur Diesel contenant plus d'oxygène que le gazole, généralement par l'ajout d'additifs. De nombreuses recherches portent sur ces carburants, avec pour objectifs d'évaluer leur potentiel comme réponse à la baisse des niveaux d'émissions polluantes autorisées ou bien afin de diminuer la part non renouvelable dans les carburants pour moteur Diesel. Au moins une composition à base de diesel et d'éthanol a été testée à l'échelle de la flotte de véhicules aux États-Unis.

## Différents types
Deux types de formulation sont nommés gazoles oxygénés (ou oxygenated diesel fuel en anglais). La première acception concerne les formulations à base d'huiles végétales, ou biodiesel, la seconde concerne les formulations à base de gazole d'origine fossile, l'additif oxygéné étant généralement un alcool, et souvent du bioéthanol. Des formulations peuvent mélanger les deux types. Les gazoles oxygénés ne contiennent en général que moins de 20 % de biocarburant et ne peuvent donc pas être considérés comme tels.

## Intérêt
Les additifs oxygénés permettent d'améliorer les rejets polluants à l'échappement, en particulier les particules fines, le monoxyde de carbone, les oxydes de soufre, et parfois les oxydes d'azote.